# Surabaya
Surabaya er Indonesiens næststørste by og hovedstad i provinsen Østjava. Byen ligger på den nordlige kyst af det østlige Java. Der bor 3.009.286 (2023) mennesker i Surabaya. Byens navn stammer fra to ord, sura eller suro (haj) og baya eller boyo (krokodille).